# Acanthopeltastes hastatus
Acanthopeltastes hastatus är en tvåvingeart som beskrevs av Oswald Duda 1930. Acanthopeltastes hastatus ingår i släktet Acanthopeltastes och familjen fritflugor. Inga underarter finns listade i Catalogue of Life.